# Svartstranda
Der Svartstranda (norwegisch für Schwarzer Strand) ist ein schmaler, schwarzsandiger Strand an der Mowinckel-Küste im Südosten der subantarktischen Bouvetinsel im Südatlantik. Er erstreckt sich über eine Länge von 1,8 km zwischen dem Kap Meteor und dem Svarthamaren.
Wissenschaftler des Norwegischen Polarinstituts benannten ihn 1980.